# Ieti

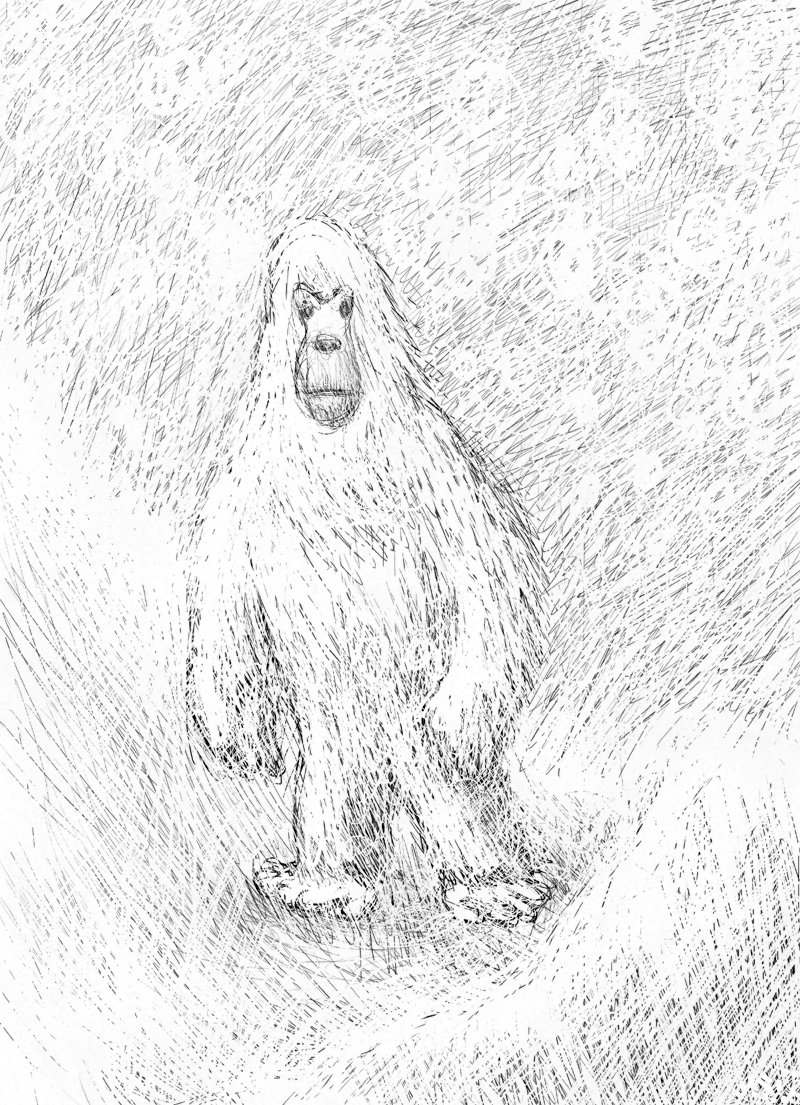
Un ieti

El Ieti, o abominable home de les neus, és un ésser llegendari antropomorf de la mitologia del Tibet i del Nepal. És considerat un críptid en la criptozoologia i interpretat com un simi gegant emparentat amb el Peus Grans nord-americà. Mesura uns 3 metres i pesa entre 300 i 500 kg. Davant l'absència total de proves, només es compta amb relats que el descriuen com un simi gegant bípede que es creu està localitzat en les zones boscoses de la serralada de l'Himàlaia, on habiten els monjos tibetans els quals temen el Ieti per robar i violar petits monjos nepalesos. També hom afirma que hi ha ietis a una zona remota de les Muntanyes de Luang Prabang.

## Investigacions
Els qui avalen la seva existència el consideren un parent llunyà de l'orangutan i descendent del Ramapithecus que va habitar en aquesta serralada fa milions d'anys; i que per les característiques que presentaria el ieti, possiblement estàs emparentat amb els Peus Grans i el Wendigo. No obstant això, no existeixen proves concloents de l'existència d'aquest primat. Fins i tot altres investigacions relacionen al ieti amb els ossos. En alguns monestirs del Nepal es conserven restes suposadament pertanyents al ieti, però que posteriorment s'ha demostrat que pertanyen a un tipus de cabra local.
Per altra banda, és molt dubtosa l'existència de simis de semblant grandària. Segons altres autors, com el paleontòleg Juan Luis Arsuaga, els primats en general i els simis en particular només viuen en llocs on existeixen fruites tot l'any, és a dir, en les zones tropicals. A més, no hi ha primats en les estepes, ni en les pinedes mediterrànies, ni en els boscos de coníferes.

## Chuchuna
Chuchuna és la versió russa del ieti. Habitaria suposadament en el fred etern de Sibèria i, igual que el Sasquatch, el ieti i els Peus Grans, es diu que és molt difícil veure'l. El Sr. Nikolàiev — membre directiu de l'Acadèmia Iakutiana — ha proposat com explicació que Chuchuna seria un dels últims supervivents dels aborígens paleoasiàtics siberians, que va buscar refugi en les regions més inaccessibles dels rius Iana i Indigirka.

## El Ieti a la cultura popular
El Yetti Club és una organització que aconseguí ser coneguda en l'àmbit internacional. Es fundà a València el 1956 a partir d'un programa radiofònic sobre muntanyisme de la Ràdio Nacional d'Espanya.